# Nabu-Šumi-Ukín II.
Nabu-Šumi-Ukín II. byl babylonský král z 9. babylonské dynastie.

## Život
Nabu-Šumi-Ukín II. byl původně místodržící jedné z babylonských provincií. V roce 732 př. n. l. svrhl babylonského krále Nabu-Nadina-Zere a chopil se v Babylonii moci. Vládl však jen dva měsíce, protože ještě téhož roku byl sesazen chaldejským náčelníkem Nabu-mukinem-zerim.